# Hydrometroidea
Hydrometroidea – nadrodzina pluskwiaków z podrzędu różnoskrzydłych i infrarzędu półwodnych.
Takson ten w zależności od ujęcia jest monotypowy i obejmuje tylko rodzinę poślizgowatych, lub też obejmuje trzy rodziny:
- poślizgowate (Hydrometridae)
- Macroveliidae
- Paraphrynoveliidae